# Nusret Fazlibegović
Nusret Fazlibegović (Mostar, 1927. – 1949.), bosanskohercegovački muslimanski aktivist. Rođen u Mostaru, u kojem je završio osnovnu i gimnaziju. Medicinu studirao je u Sarajevu. Uhićen 8. travnja 1949. Procesuiran s ostatkom velike skupine Mladih muslimana 1949. godine. Strahovito mučen tijekom progona, više i okrutnijim nego nad ostalim uhićenicima. Osuđen na smrt strijeljanjem, konfiskaciju imovine i trajni gubitak časnih prava.